# シネテープ
シネテープとは、主に映画用フィルムの音声素材に用いられる磁気記録式の音声記録媒体の一つである。

## 素材概要
シネテープは元来、フィルムと同じ幅・同じ形状の磁気録音テープであり、パーフォレーションもある。これにより、編集の際フィルム映像と音声との同期をとり、コマ単位で音を合わせることが可能となる。
トラック分けがされており、各トラックにセリフ、BGM、効果音等を入れた後、フィルムコマ単位で映像と合わせ、ミックスダウンされる。
シネテープの記録音声はオプティカル・サウンドによる音声と違って高域特性がありクリアであるため、1吋CタイプアナログVTRが定着する1980年代中盤頃まではリアルタイムでの放送時に、フィルムとシンクロする形で放送送出に使用していた。
ただし、全てのフィルム作品に適用されていたわけではなく、製作キー局や製作会社によってオプティカル・サウンドかシネテープかの対応が左右されていた。(同じ放送でもパートによってオプティカル・サウンドかシネテープかに切り替えて送出されたりしていた番組もあった。また放送事故の影響で別の番組で使われるシネテープがフライングで送出されたり、本来シネテープで流すべき音声が放映するフィルム付帯のオプティカル・サウンドになっているというケースもあった。)また、コスト面のデメリットから再放送やビデオソフト化の際に使われず、その多くは素材そのものが破棄されているケースも多々存在した。
またフィルム製作のテレビCMにおいてもテレシネでの送出時にのみシネテープを音声として使用する場合もあった。

## 磁気録音の種類
シネテープは前述のように、フィルムとのシンクロ送出が主流だったが、他にも東宝映像サウンドスタジオではフィルムのサウンドトラックに磁気帯を加えて音声を記録する方式があり、横浜シネマ（現：ヨコシネ ディー アイ エー）では、1978年に16mmレーザー光学録音システムを完成・導入していたが、いずれもコスト上の問題から定着するまでには至らなかった。

## メディア変化への対応
シネテープは1980年代以降、放送時の送出形態がフィルムとのシンクロ方式からフィルムとのパック編集による1インチCタイプアナログVTRに移行したことで、それまでオプティカル・サウンドを使用していたフィルム作品でも効果的に用いられることになった。やがて原版マスターがVTRによる作品が増えていったことや、フィルム作品の撤廃もありシネテープは一部の映画作品にしか用いられなくなった。

## シネテープの処遇
シネテープはフィルム制作の作品では従来の光学音声よりも音質が高く、VTRマスターやソフト版でも音声にシネテープを音源にしているかなども重視されており、保存状態や補整作業次第では放送時よりも高音質が見込める場合がある。特にアニメ製作会社では大半の作品でシネテープを保管しているが、制作本数の多い作品の場合はネガ、ポジフィルムを残して関連素材を廃棄してしまう場合が多いため（主に東映作品に該当）、そういった作品は光学音声のみとなる。また、近年はフィルム素材からのHD画質リマスターを優先するあまり、音質に関しては度外視される傾向が強く、その結果本再放送時の完パケマスターではシネテープ音声に統一されていたのが後年のリマスター版で光学音声になってしまう作品も多々ある。（『三匹が斬る!』、『ゴリラ・警視庁捜査第8班』、『代表取締役刑事』など）。
またVHS・LDでのソフト化時はシネテープ音声だったのが、後年DVD化の際にオプティカル・サウンドで収録されたケースも多い（『勇者ライディーン』、『超電磁ロボ コン・バトラーV』、『超電磁マシーン ボルテスV』、『ヤットデタマン』(最初期エピソードのみ)、『ブルースワット』、『忍者戦隊カクレンジャー』、『超力戦隊オーレンジャー』、『激走戦隊カーレンジャー』(最初期エピソードのみ)、『キューティーハニーF』など）。
シネテープは製造時のテープ基材が当時使用されていた映画用フィルムと同質のトリアセチルセルロースベースのフィルム（安全フィルム）であったことから加水分解による物理的劣化が避けられず、なおかつ定温定湿保管が実施されていない倉庫でシネテープが保管（保存）されていた物は早いものでは録音から約10年でベースフィルムがベトベトになり劣化で朽ちる弱点がある（ビネガー・シンドローム （英語版））。したがってシネテープは強度的な要求から早期にアセテートからポリ塩化ビニルやポリエチレンテレフタラート製のテープ基材へと変更が進んだ6ミリオープンリールテープとは物理特性が違い、永年保存は出来ない素材であるために多くの貴重なシネテープが廃棄されてしまった。

## シネテープの主な仕様
16ミリシネテープ
最初期はモノラル1トラック(センタートラック)仕様のみ、1970年代初期からステレオ対応2トラック(センタートラック/エッジトラック)仕様に改訂。
日本国内でのTV局納品時はセンタートラックのみ録音し、OA時「ナガシ」の場合はCM尺を込みの完尺でシネを作製し16ミリフィルム同梱(一体)で納品。
35ミリシネテープ
最初期はモノラル1トラック(センタートラック)仕様のみ、1960年代中期からステレオ対応2トラック(センタートラック/エッジトラック)仕様に改訂。
4チャンネルステレオ仕様の場合はセンタートラックを狭いトラックピッチで2チャンネルステレオ記録し、エッジトラックも狭トラックピッチで2チャンネルステレオ記録。4チャンネルステレオ記録の場合は専用機で録/再する必要がある。映画フィルムワイドスコープサイズ(70ミリ)に対応した立体音響4チャンネルシステムも35ミリシネテープ4チャンネルステレオの応用である。